# Cremnops similis
Cremnops similis är en stekelart som beskrevs av Szepligeti 1902. Cremnops similis ingår i släktet Cremnops och familjen bracksteklar. Inga underarter finns listade i Catalogue of Life.